# Cyclostremiscus dalli
Cyclostremiscus dalli is een slakkensoort uit de familie van de Tornidae. De wetenschappelijke naam van de soort is voor het eerst geldig gepubliceerd in 1897 door Bush.